# الدين في بوروندي
الدين في بوروندي، الدين في دولة بوروندي شرق إفريقيا متنوع، والمسيحية هي الديانة السائدة، والإسلام هو دين أقلية، حيث يتبع حوالي 90 بالمائة من السكان إلى المسيحية.
تعتبر بوروندي دولة علمانية ويمنح دستورها الحرية الكاملة لممارسة الشعائر الدينية.

## السكان
وفقًا لتقدير  الموسوعة الأفريقية عام 2010 فأن:
67% من سكان بوروندي هم من المسيحيين
23% يتبعون الديانات التقليدية
،10% مسلمون أو أتباع ديانات أخرى.
وفي تقدير عام 2017 المخابرات المركزية فإن:
  94% من سكان بوروندي مسيحيون
3.4% مسلمون
2.3%  بدون

## المسيحية
وصلت أولى البعثات المسيحية في عام 1879، والكاثوليكية هي أكبر طائفة مسيحية في البلاد.

## الإسلام
وصل الإسلام إلى بوروندي قبل حوالي 200 عام من ظهور المسيحية من خلال التجار العرب، ظل الإسلام دين أقلية مع بعض التواجد في المدن التجارية القريبة من البحيرة.